# Deni Lušić
Deni Lušić (né le 14 avril 1962 à Split) est un joueur de water-polo yougoslave (croate).
Il remporte deux médailles d'or, lors des Jeux olympiques de 1984 à Los Angeles et lors de ceux de 1988 à Séoul.